# القوات البحرية المولوسية
البحرية المولوسية هي قوة عسكرية تديرها جمهورية مولوسيا. لقد انخرطت في العديد من النزاعات، وعلى الرغم من أن هدفها الأساسي هو الواجبات الاحتفالية والدفاع عن مولوسيا.والأكاديمية البحرية المولوسية هي التي يتعلم فيها الضباط والجنود.

## العمليات العسكرية[1]
- الحرب الموستاشيستانية المولوسية
  - معركة بحيرة جين
- مناورة جزيرة ساندبيبر

## انظر ايضا
- الموقع الرسمي للبحرية المولوسية
- مولوسيا

## ظباط التكليف الفخري[3]

### الضباط المكلفون
- الأدميرال الأكبر ورئيس جمهورية مولوسيا كيفين بوهو

### ضباط التكليف الفخري
- الأدميرال أريان الأول

من مملكة أريافارتا
- الأدميرال جوناثان أوغستوس (الإمبراطور جوناثان الأول) من اوستيناسيا
- الأدميرال كلارك باكتاد
- الأدميرال جاك بايجلي
- الأدميرال زكريا بيلشامبير
- الأدميرال جريجوري بيل
- الأدميرال كريستوفر باييتي (ملك ڤايكسلاند كريستوفر الأول)
- الأدميرال جيم بليدسوي
- الأدميرال العقيد الكابتن إدوارد باوده
- الأدميرال جاك ميتشل باولز
- الأدميرال كاميرون براو
- الأدميرال ويليام بريك
- الأدميرال بول بوب
- الأدميرال ويليام كاربينتير
- الأدميرال أندريو كارتر
- الأدميرال تشون يين تشاك
- الأدميرال جون الأول ملك باوستراليا
- الأدميرال جون تشامبرز
- الأدميرال ماثيو كوك
- الأدميرال مايكل كروكيت
- الأدميرال كريستوفر ديغرافينريد من إمبراطورية هارينا فونتس المناضلة
- الأدميرال لويس فرنانديز ملك مملكة أورشليم الجديدة
- الأدميرال شيرمان فولكس
- الأدميرال سكوت ا. فوكس س.
- الأدميرال مايكل ألين جايتس
- الأدميرال تشارلز جريفين
- الأدميرال ويليام هاليداي
- الأدميرال رون هابولد
- الأميرال ويليام هايز
- الأدميرال جوش هيلدن
- الأدميرال ماكس هيرست
- الأدميرال إيثان هوف
- الأدميرال دان هوجان (الملك دان الأول)

من جمهورية المونشاين
- الأدميرال ويليام هيوجز
- الأدميرال كريستوفر جايكيل
- الأدميرال العقيد الكابتن دانيال كيلي
- الأدميرال بروكلين كينيدي
- الأدميرال ديفيد كينت
- الأدميرال روبرت ي. كيلهالم الابن
- الأدميرال رومان كينغ
- الأدميرال ويليام لا فالس
- الأدميرال ارترو لارا
- الأدميرال آلان مارك من الامارات الالانية المتحدة
- الأدميرال أنطوني مارشال
- الأدميرال دونال ميكان
- الأدميرال ايان مكليان
- الأدميرال انتون جوزيف إيبورا مولينس
- الأدميرال بول ناڤيه الأبن
- الأدميرال كاميرون نيوت
- الأدميرال زاشاري أوكونر
- الأدميرال مايكل بالمر
- الأدميرال رون بافيلاس (ملك عالم لين)
- الأدميرال كايدن بيك
- الأدميرال جوزيف ريس ملك مستعمرة ويڤ
- الأدميرال كورتيس روبنسون
- الأدميرال روبي روبنسون
- الأدميرال مايكل الوسولا ساسيري
- الأدميرال تيم سيمونز
- الأدميرال أوين سنودن
- الأدميرال لوك سبنسر
- الأدميرال جان أولاڤ سبيكرمان
- الأدميرال جون ستامبفلي
- الأدميرال جنادي ستولياروف الثاني
- الأدميرال سكوت ستراوب
- الأدميرال كايل توماس
- الأدميرال بن فانبرجين من جماعة الإخوان المستنيرة جي فور ايل
- الأدميرال إريك وايت
- الأدميرال جاك وينجر
- العميد د. وايد باركر
- العميد كريستيان كوندير
- العميد كريستوفر ديلكس

من برامكوت، نوتنغهام، إنجلترا، المملكة المتحدة
- العميد دايفد دريو
- العميد ماكسميليان دونكان
- العميد إيان إدمونستون
- العميد دانيال فيتش
- العميد كريستيان جارسيا
- العميد هانتر هولدرين
- العميد ستيڤان كريستين
- العميد روي كرون
- العميد جون لورانس لانجر

من ويستاركتيكا
- العميد روبرت لونج
- العميد جاي ماكي
- العميد جوناثان ميلر
- العميد ديفيد مور
- العميد ويليام أوكونر
- روس بيركنز العميد قائد المهندسين
- العميد براندون بورتر
- العميد مايكل راي
- العميد
- العميد لويس «وولف» توليار

من ويستاركتيكا
- العميد أوستي زيتش روبنسون
- العميد كريستوفر ايوجين ويست
- كابتن الكسندر باوم
- كابتن اسحاق بلاك
- الكابتن روبرت بونجيرس الثاني الأمير المستشار لمارچيڤا
- الكابتن روبرت بوسير
- الكابتن هنري راندولف باكلي
- الكابتن مارجين كارلكوست
- الكابتن دوايت كريستنسن
- الكابتن جوشوا كروت
- الكابتن يانغ دي
- الكابتن إدوين داير
- الكابتن جيري إيرليتش
- الكابتن الدوق جوردان فارمر
- الكابتن فيليب فرنانديز والكابتن سارة فرنانديز

لمملكة أورشليم الجديدة
- الكابتن مايكل فورد
- الكابتن باتريك فرايسر
- الكابتن جاريد هاندويرك
- الكابتن كليفورد هوي
- الكابتن كارسون هدسون
- الكابتن جون كرول
- الكابتن مايلس لياسي
- الكابتن و. جاس ليبلانك
- الكابتن روبرت ماكدونالد
- الكابتن إيدي مور
- الكابتن الدكتور ساندور ناجي
- الكابتن كريستيان نيوتن
- الكابتن مايكل نواك
- الكابتن أوبيوها نواجبارا
- الكابتن آلان أوليفر
- الكابتن تليشا باركر
- الكابتن ديفيد فيليبس
- الكابتن جينيروسو بورتي
- الكابتن ويليام بولتون
- الكابتن يورنزو أنطونيو برودينزانو
- الكابتن جون رايس
- الكابتن مايكل رافينو
- الكابتن جون رايان
- الكابتن جيري شميت
- الكابتن فيل سميث
- الكابتن برايس سبانجلر
- الكابتن أبراهام سوينجل
- الكابتن جون بون تيرنر
- الكابتن بوني ابراهام فارغيسي
- الكابتن ستيف ڤيكتوري
- الكابتن ماكس وايس
- الكابتن جيمس وودز
- الكابتن جويل رايت
- الكابتن جيفري يوري
- قائد ملازم آني ماري بيتش